# Stagonospora
Stagonospora (Sacc.) Sacc. – rodzaj grzybów z rodziny Didymosphaeriaceae. Mikroskopijne grzyby pasożytnicze.

## Charakterystyka
Liczny w gatunki rodzaj grzybów występujących w różnych strefach klimatycznych.Pasożytują na różnych roślinach, często z rodziny wiechlinowatych. Tworzą drobne, grubościenne pyknidia o barwie od bursztynowej do ciemnobrunatnej. Komórki konidiotwórcze prawie kuliste lub beczułkowate, konidia szkliste, cylindryczne lub wrzecionowate z dwoma lub kilkoma septami.
Wśród roślin uprawnych w Polsce niektóre gatunki Stagonospora wywołują takie grzybowe choroby roślin jak septorioza liści pszenicy, septorioza owsa, brunatna plamistość liści traw, brązowa plamistość liści miskanta.

## Systematyka i nazewnictwo
Pozycja w klasyfikacji według Index Fungorum: Phaeosphaeriaceae, Pleosporales, Pleosporomycetidae, Dothideomycetes, Pezizomycotina, Ascomycota, Fungi.
Takson utworzył w 2010 r.Pier Andrea Saccardo. Bazonim: Hendersonia subgen. Stagonospora Sacc. 1880. Synonimy:

- Dendropleella Munk 1953
- Dichaenopsis Paol 1905
- Diedickella Petr. 1922
- Gymnosphaera Tassi 1902
- Hendersonia Sacc. 1884
- Hendersonia Berk. 1841
- Hendersonia subgen. Stagonospora Sacc. 1880
- Macrodendrophoma T. Johnson 1904
- Monascostroma Höhn. 1918
- Saccharicola D. Hawksw. & O.E. Erikss., in Eriksson & Hawksworth 2003
- Stagonosporella Tassi, Bulletin Labor. Orto Bot. de R. Univ. Siena 5: 50 (1902)

Gatunki występujące w Polsce:
- Stagonospora anemones Pat. 1886[5]
- Stagonospora aquatica (Sacc.) Sacc. 1884
- Stagonospora arenaria (Sacc.) Sacc. 1884
- Stagonospora atriplicis (Westend.) Lind 1913
- Stagonospora bellunensis (Speg.) Jørst. 1967
- Stagonospora brachypodiicola (Brunaud) E. Castell. & Germano 1977
- Stagonospora calystegiae (Westend.) Bubák 1907
- Stagonospora caricinella Brunaud 1893
- Stagonospora caricis (Oudem.) Sacc. 1884
- Stagonospora curtisii (Berk.) Sacc. 1884
- Stagonospora dolomitica (Kabát & Bubák) Petr. 1928
- Stagonospora foliicola (Bres.) Bubák 1915[5]
- Stagonospora fragariae H. Briard & Har. 1891
- Stagonospora fuckelii (Sacc.) Jørst. 1965[6]
- Stagonospora gigaspora (Niessl) Sacc. 1884
- Stagonospora hygrophila Sacc. 1899
- Stagonospora hysterioides Sacc. 1884
- Stagonospora innumerosa (Desm.) Sacc. 1884
- Stagonospora intermixta (Cooke) Sacc. 1884[5]
- Stagonospora iridis C. Massal. 1890
- Stagonospora junciseda (Sacc.) Mussat 1901[5]
- Stagonospora macropycnidia Cunnell 1961
- Stagonospora physalina (Sacc.) Siemaszko 1923
- Stagonospora pulsatillae Vestergr. 1897[5]
- Stagonospora sacchari T.T. Lo & L. Ling 1950
- Stagonospora schoenoplecti Dudka 1963
- Stagonospora siegensis (Kirschst.) E. Castell. & Germano 1977
- Stagonospora tainanensis W.H. Hsieh 197
- Stagonospora thalictri Siemaszko 1919
- Stagonospora trifolii Fautrey 1890[5]
- Stagonospora typhoidearum (Desm.) Sacc. 1884
- Stagonospora vexatula (Sacc.) Sacc. 1884
- Stagonospora viminalis Sacc. & Fiori 1899[5]
- Stagonospora vitensis Unamuno 1929

Nazwy naukowe na podstawie Index Fungorum. Wykaz gatunków według W. Mułłenki i innych.